# Radinghem-en-Weppes
Radinghem-en-Weppes è un comune francese di 1 334 abitanti situato nel dipartimento del Nord nella regione dell'Alta Francia.

## Storia

### Simboli
Lo stemma del comune si blasona:
Queste erano le armi della famiglia De Flandres, signori di Radighem dal 1720 al 1789.

## Società

### Evoluzione demografica
Abitanti censiti